# کادیلاک سری ۶۲
کادیلاک سری ۶۲ (به انگلیسی: Cadillac Series 62) یک سری خودرو است که در سال‌های ۱۹۴۰ تا ۱۹۶۴ در دیترویت، ایالات متحدهٔ آمریکا تولید شده است. طراحی آن خودروهای موتور جلو-محور عقب بوده است.

## نگارخانه

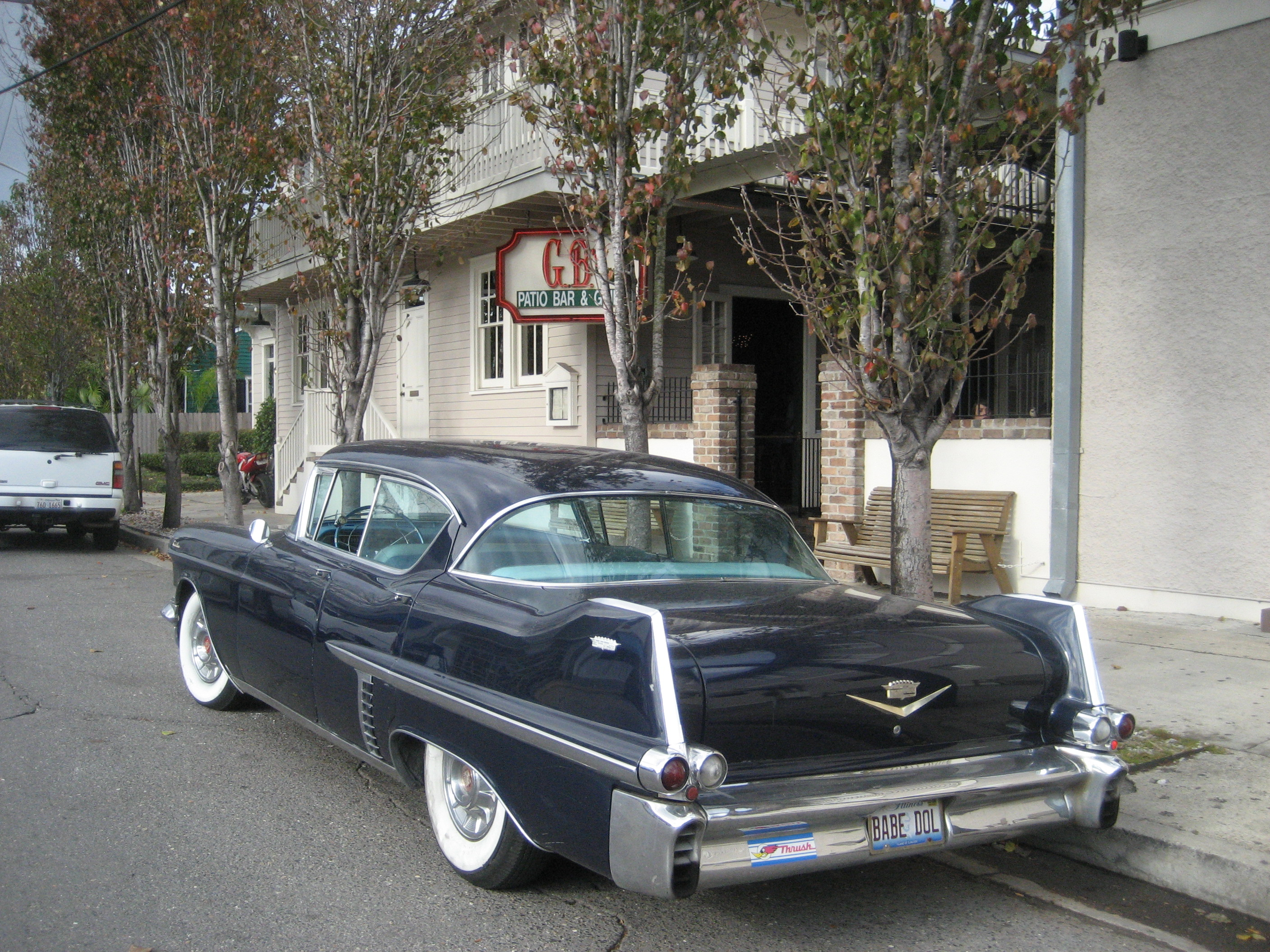
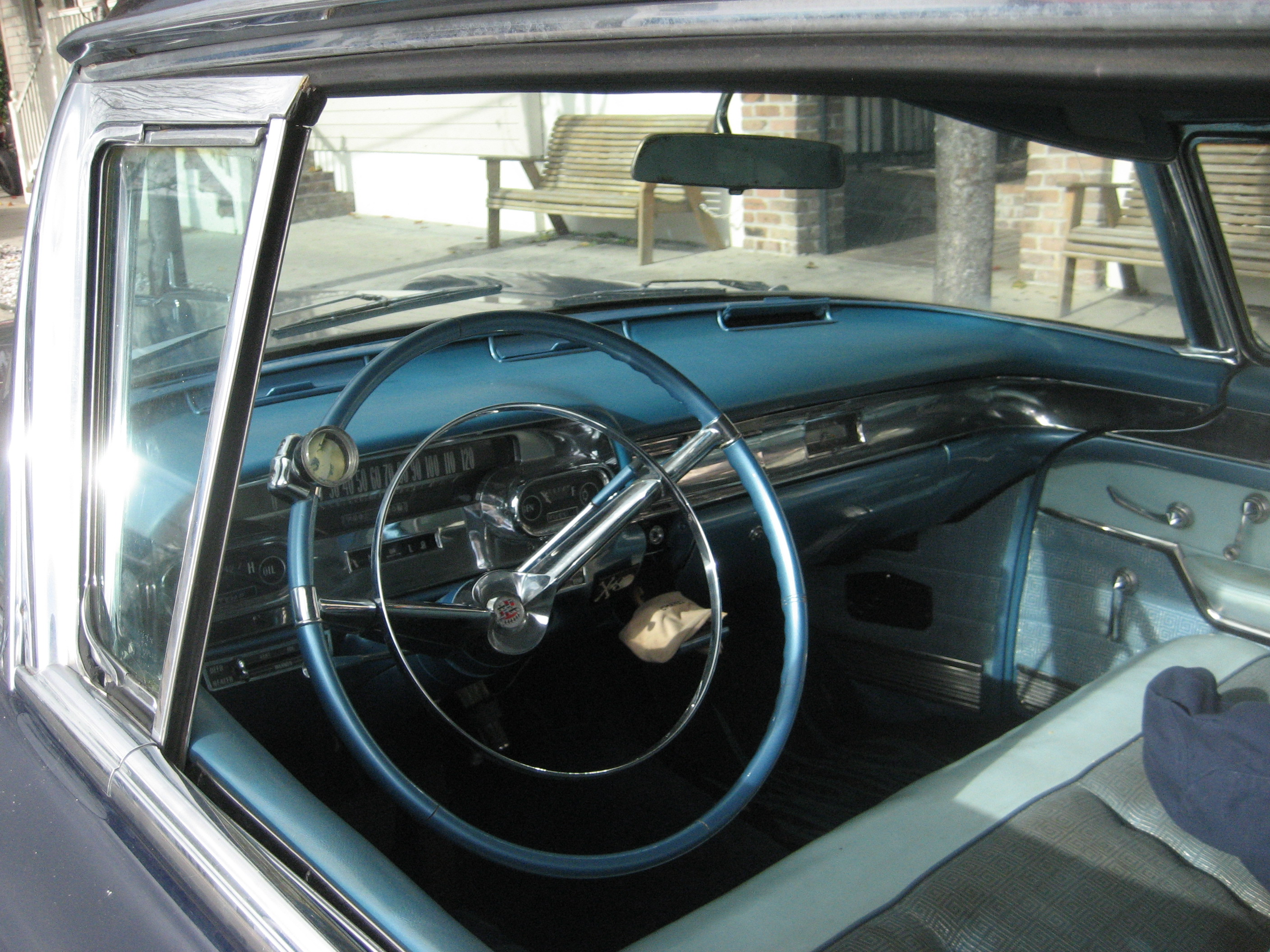
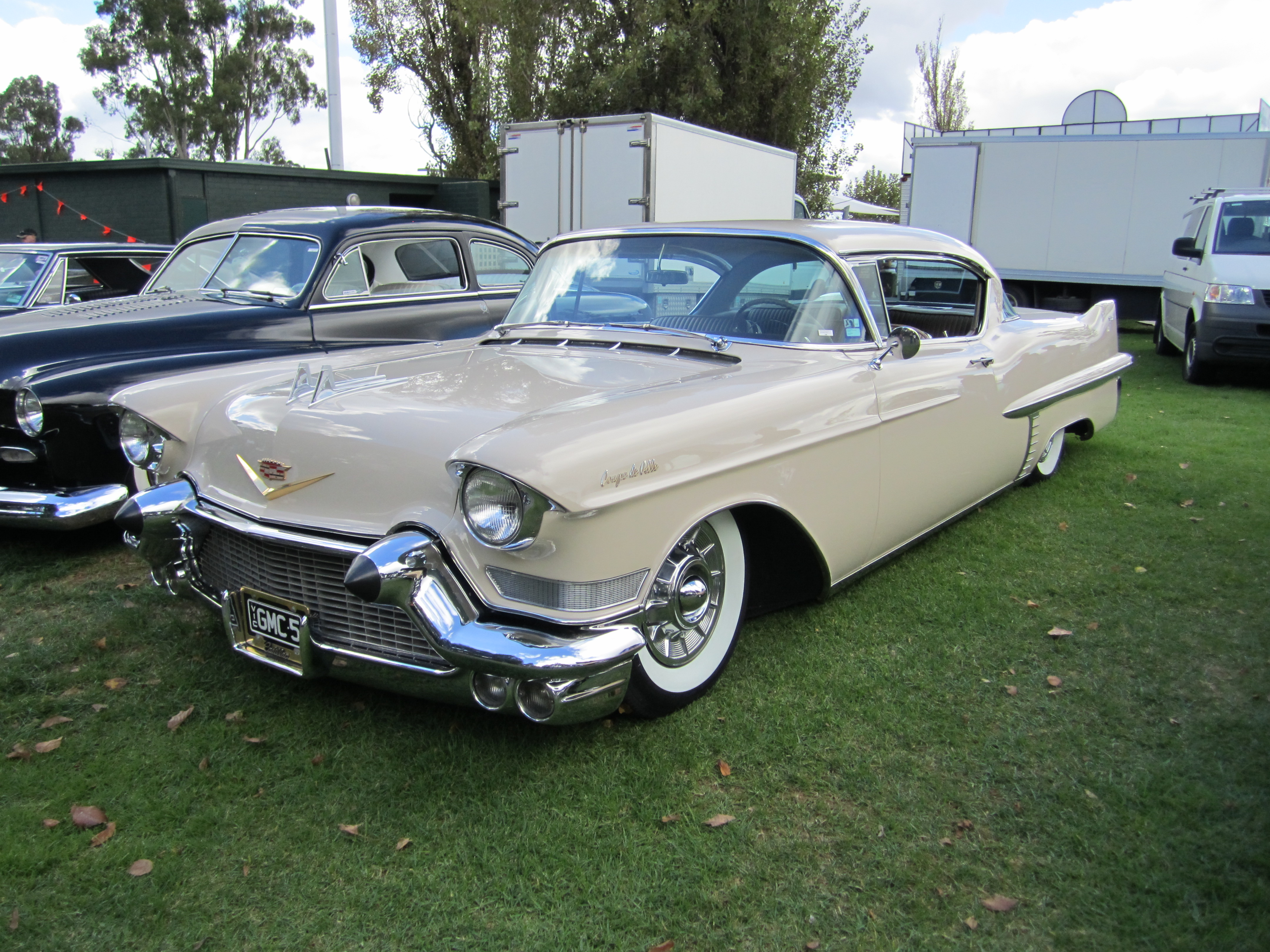
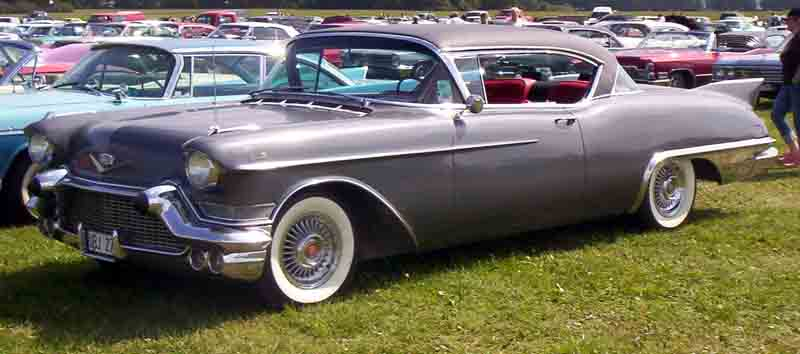
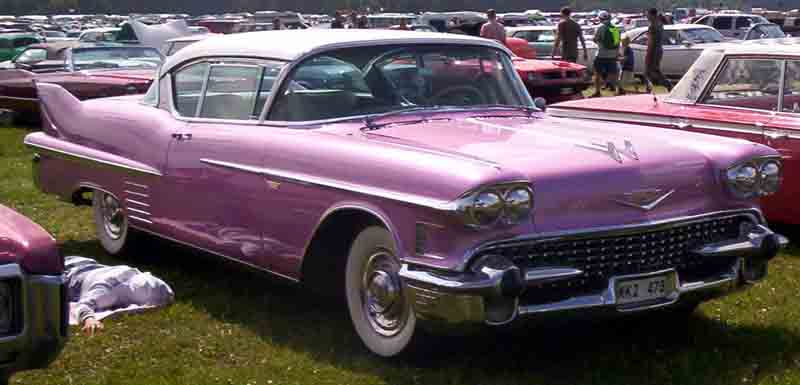
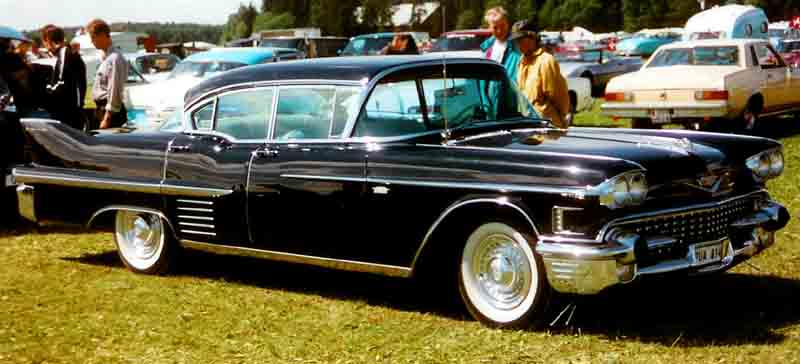
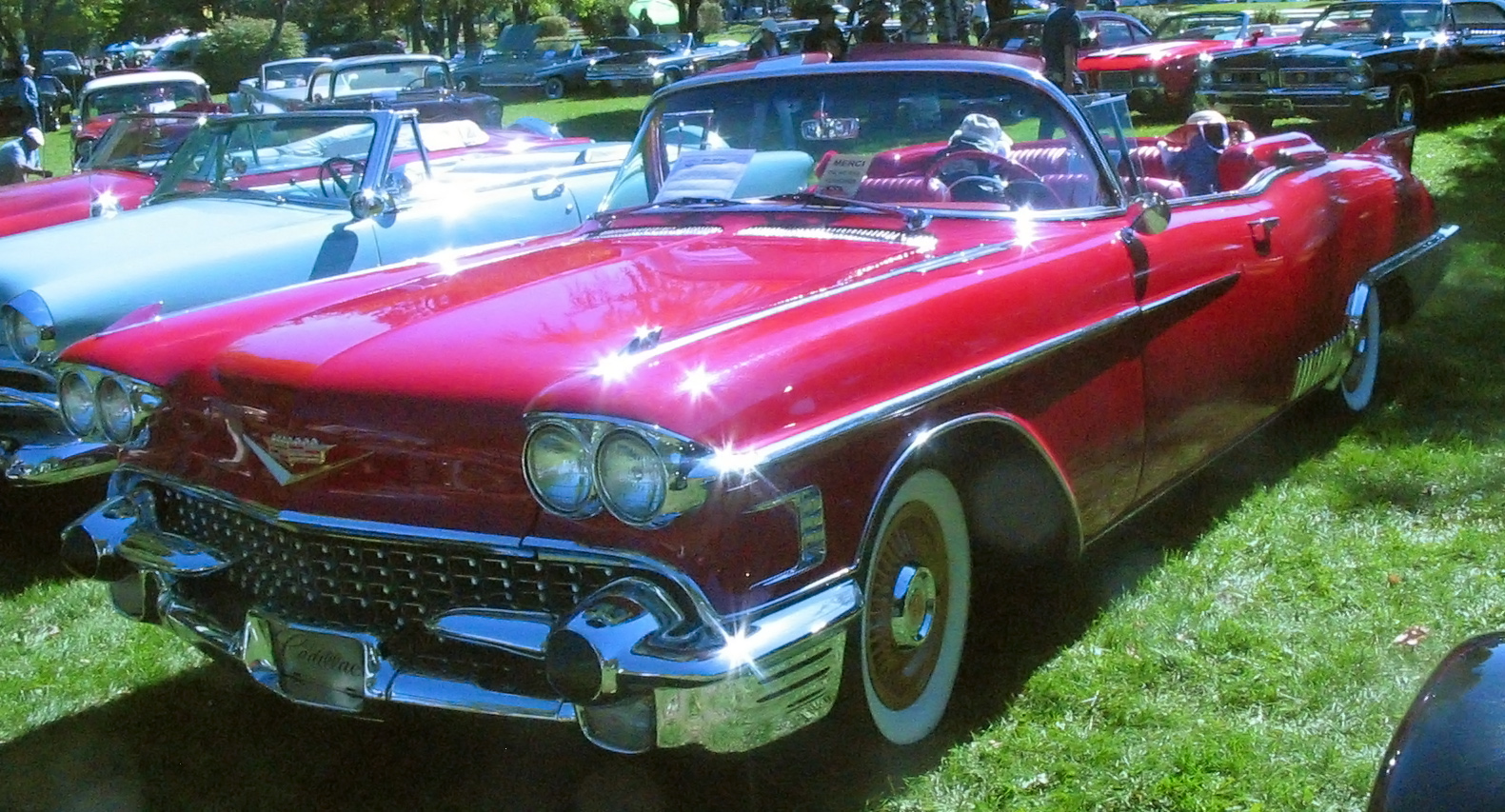